# Йоганнес Віролайнен
Йоганнес Віролайнен (фін. Johannes Virolainen; 31 січня 1914, поблизу Виборга — 11 грудня 2000, Лог'я) — державний і політичний діяч Фінляндії, член партії Фінляндський центр.

## Біографія
Народився поблизу Виборга, в 1938 закінчив Гельсінський університет, в 1951 здобув ступінь доктора сільськогосподарських наук і лісівництва. З 1932 — член партії Аграрний союз (з 1965 — Фінляндський центр). У 1942–1944 — начальник канцелярії «Комісії з управління повернутою територією», в 1944–1948 — завідувач відділу переселенців міністерства внутрішніх справ Фінляндії. У 1945–1954 голова молодіжної організації партії Аграрний союз; з 1946 (з перервами) — член Центрального правління, з 1964 голова партії. Депутат парламенту Фінляндії в 1945–1983 і 1987–1991, в 1962–1964, 1966–1968 і 1979 — 1982 рр. — спікер парламенту. У 1950–1951 рр. — міністр внутрішніх справ, міністр освіти в 1953–1954, 1956–1957 і 1968 — 1970 рр.; міністр закордонних справ в 1954–1956, 1957 і 1958 рр.; заступник прем'єр-міністра в 1957, 1958, 1962–1963, 1968–1970 і 1977–1979, міністр сільського господарства в 1961–1962, 1962–1963, міністр фінансів в 1972–1975 рр., а також міністр сільського господарства та лісового господарства в 1976–1977 і 1977 — 1979 рр.. З 1962 р. — голова фінської групи Міжпарламентського союзу і з 1967 р. член його Ради і Виконкому.
Прем'єр-міністр Фінляндії в 1964 — 1966 рр., очолював коаліційний уряд, куди входили представники Фінляндського центру, Національної коаліції, Шведської народної партії та інших. Вважається одним з найавторитетніших фінських політиків в післявоєнний період, поступаючись тільки Урго Кекконену.
Після того як Кекконен пішов у відставку в жовтні 1981 року, Віролайнен став кандидатом в президенти від партії Фінляндський центр, але зазнав поразки на президентських виборах 1982 р від соціал-демократичного кандидата Мауно Койвісто. Після відходу від активної політичної діяльності іноді давав інтерв'ю на актуальні теми, написав кілька томів політичних мемуарів.

## Особисте життя
Був двічі одружений. Перший шлюб (1939–1981) з Кааріною Віролайнен (до шлюбу Пяйвеля), другий шлюб (1981–2000) — з Кілліккі Віролайнен (до шлюбу Салоярві).